# Рони, Жозеф (старший)
Жозеф Анри Рони-старший (фр. J.-H. Rosny aîné, настоящее имя — Жозеф Анри Оноре Боэкс, фр. Joseph Henri Honoré Boex, 17 февраля 1856, Брюссель — 11 февраля 1940, Париж) — франко-бельгийский писатель. До 1909 писал вместе с младшим братом Серафином Жюстеном Франсуа Боэксом, взявшим позднее псевдоним  Ж.-А. Рони-младший.

## Биография
Детство провел в Брюсселе. После занялся научными исследованиями в математике, физике, химии и других естественных науках. В 1874 году, после женитьбы, отправился в Лондон. В 1885 году переехал в Париж. Начал писать и публиковаться вдвоем с братом Серафином Жюстеном Франсуа Боэксом под одним псевдонимом Ж.-А. Рони. Пьер Версен считает, что в фантастических романах и рассказах «нельзя отрицать, что доля старшего брата была решающей. Его стиль и его тематика достаточно узнаваемы». Это мнение разделяет Мишель Дебрюйер: «талант не был поделён между двумя братьями. Очевидно, Жозеф-Анри оказался истинным творцом». Их первая работа «Nell Horn de l’armée du Salut» (1886) создана под влиянием натурализма. Он был одним из подписантов знаменитого «Манифеста пяти», критикующего Эмиля Золя. В 1887 году поступила в продажу книга «Ксипехузы», действие которой разворачивается в далеком прошлом. Первобытные люди сталкиваются с вторжением пришельцев неорганического происхождения. Рони будет делить своё «фантастические произведения» между научной фантастикой (этот термин ещё не существует) и романами о доисторическом прошлом, как «Вамирэх» (1892, считается первым настоящим доисторическим романом) и особенно «Борьба за огонь» (1909). В 1899 году он публикует в журнале «La Revue blanche» театральный роман «La fauve» (1899).
Из его «научно-фантастических» работ самые известные — «Катаклизм» (1888, переиздан в 1896 году), «Другой мир» (1895), «Гибель Земли» (1911), «Таинственная сила» (1913), «Звездоплаватели» (1925). В 1908 году братья Рони перестали публиковать вместе: Жозеф-Анри подписывался как «Ж.-А. Рони-старший», а Серафин Жюстен как «Ж.-А. Рони-младший».
Жозеф Анри Боэкс имел двойное гражданство: приняв французское 31 мая 1890 года, он не отказался от бельгийского.
В 1897 году Ж.-А. Рони стал кавалером ордена Почётного легиона.
Вошёл вместе с братом в Гонкуровскую академию, созданную по завещанию Эдмона де Гонкура, с момента создания этого общества в 1903 году. Был президентом этого общества с 1926 по 1940 год, когда эту должность занял Рони-младший.

## Творчество
Автор приключенческой прозы, романов о доисторическом прошлом, один из родоначальников жанра научной фантастики. Оставил также «Литературные воспоминания» (1927), «Портреты и воспоминания» (1945).
Совместно были написаны относящиеся к «доисторической» тематике романы «Вамирэх» (1892) и «Эйримах» (1893), а также ряд новелл, как доисторических (например, «Глубины Кийамо», 1896), так и научно-фантастических («Другой мир», 1898 и др.). Когда братья поссорились (официальной причиной послужили различия в характере), появились два отдельных писателя — Рони-младший и Рони-старший.

### Издания на русском языке
- Ж.Г.Рони. Из прошлого / Пер. с. фр. — Приложение к газете "Приазовскій край", №24 (19 июня). — Типографія газеты "Приазовскій край", 1905. — С. 98—99.
- Борьба за огонь. - М.: Детская литература (издательство) Детская литература, 1935
- Борьба за огонь. Пещерный лев. — М.: Детская литература, 1966
- То же. — Красноярск: Красноярское книжное издательство, 1976
- Ксипехузы // Пришельцы ниоткуда. Сб. научно-фантастических произведений французских писателей. — М.: Мир, 1967. — С. 21—49.
- Борьба за огонь. — Свердловск, Средне-Уральское книжное издательство, 1990. — 256 с., 100 000 экз.
- Сочинения в двух томах. — М.: Терра, 1994
- Д’Эрвильи. Приключения доисторического мальчика. Рони Старший. Борьба за огонь. Пещерный лев. Вамирэх. Герберт Уэллс. Это было в каменном веке / Сборник исторических повестей. — М.: ЭКСМО, 2002 (серия «Детская библиотека»)
- Жозеф Рони-старший. Борьба за огонь (серия «Мир приключений». — Азбука, 2023. — ISBN 9785389236455.

## Признание
- Награждён орденом Почётного легиона (1897).
- Член Гонкуровской академии, с 1926 года её президент.
- Книги Рони переиздаются до нынешнего дня на многих языках, множатся исследования его романов в контексте открытий и страхов эпохи.
- С 1980 года во Франции вручается премия Жозефа Рони-старшего (фр.) за лучшее произведение в жанре научной фантастики по двум номинациям — роман и новелла.
- В честь Жозефа Рони-старшего назван астероид (223633) Рониэне[12].